# Julia Bleasdale
Julia Helen Bleasdale (ur. 9 września 1981 w Hillingdon) – brytyjsko-niemiecka lekkoatletka specjalizująca się w biegach długich. 
W 2011 zdobyła złoto w drużynie seniorek, a indywidualnie zajęła 13. miejsce podczas mistrzostw Europy w przełajach. Czwarta zawodniczka mistrzostw Starego Kontynentu w biegu na 5000 metrów z 2012. W tym samym roku wystartowała na igrzyskach olimpijskich w Londynie, na których zajęła 8. miejsce zarówno na dystansie 5000, jak i 10 000 metrów. W 2013 zdobyła złoto w drużynie seniorek podczas mistrzostw Europy w biegach przełajowych. Medalistka mistrzostw Wielkiej Brytanii.
W 2016 ogłosiła, iż będzie reprezentować Niemcy.

## Osiągnięcia
| Rok  | Impreza                                   | Miejsce      | Konkurencja           | Pozycja     | Wynik    |
| ---- | ----------------------------------------- | ------------ | --------------------- | ----------- | -------- |
| 2011 | Mistrzostwa świata w biegach przełajowych | Punta Umbría | bieg seniorek         | 59. miejsce | 27:39    |
| 2011 | Mistrzostwa Europy w biegach przełajowych | Velenje      | bieg seniorek         | 13. miejsce | 26:58    |
| 2011 | Mistrzostwa Europy w biegach przełajowych | Velenje      | drużyna seniorek      | 1. miejsce  |          |
| 2012 | Mistrzostwa Europy                        | Helsinki     | bieg na 5000 metrów   | 4. miejsce  | 15:12,77 |
| 2012 | Igrzyska olimpijskie                      | Londyn       | bieg na 5000 metrów   | 8. miejsce  | 15:14,55 |
| 2012 | Igrzyska olimpijskie                      | Londyn       | bieg na 10 000 metrów | 8. miejsce  | 30:55,63 |
| 2013 | Mistrzostwa Europy w biegach przełajowych | Belgrad      | bieg seniorek         | 7. miejsce  | 27:02    |
| 2013 | Mistrzostwa Europy w biegach przełajowych | Belgrad      | drużyna seniorek      | 1. miejsce  |          |
| 2016 | Mistrzostwa Europy w biegach przełajowych | Chia         | bieg seniorek         | 30. miejsce | 26:53    |

## Rekordy życiowe
- Bieg na 3000 metrów – 8:46,38 (2012)
- Bieg na 5000 metrów – 15:02,00 (2012)
- Bieg na 5 kilometrów – 15:06 (2014)
- Bieg na 10 000 metrów – 30:55,63 (2012) – 9. rezultat na listach światowych w roku 2012[2].